# Синаптический прунинг

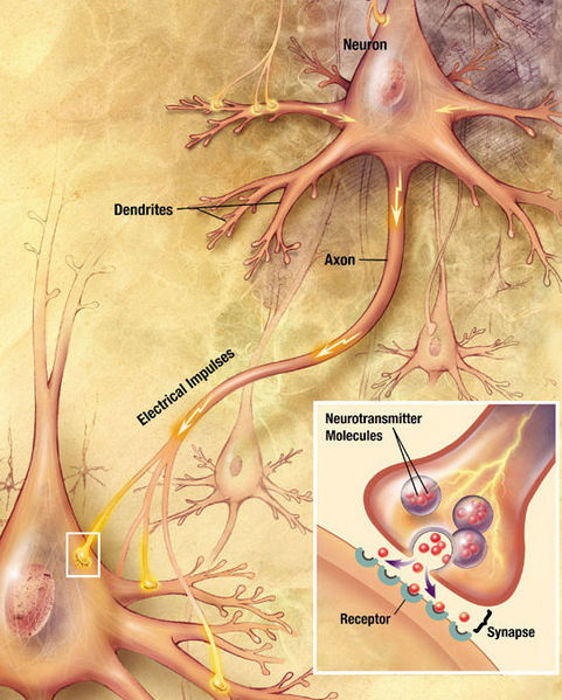
Соединение нейронов посредством синаптической связи

Синаптический прунинг («нейрональный прунинг», англ. Synaptic pruning) — сокращение числа синапсов или нейронов для повышения эффективности нейросети, удаления избыточных связей. Прунинг включает в себя как обрезку аксона, так и дендритов. Это процесс элиминации синапса, который происходит между ранним детством и началом полового созревания у многих млекопитающих, включая людей. Обрезка начинается со времени рождения и завершается к моменту полового созревания у людей. Младенческий мозг будет увеличиваться в размере до 5 лет по мере взросления, достигая конечного размера приблизительно 86 (± 8) миллиардов нейронов. Этому росту способствуют два фактора: рост синаптических связей между нейронами и миелинизация нервных волокон; однако общее число нейронов остается неизменным. Обрезка зависит от факторов окружающей среды и, как считается, представляет собой обучение. После подросткового возраста объем синаптических соединений снова уменьшается из-за синаптической обрезки.

## Название
Название явления происходит от английского глагола to prune — прореживать, подрезать ветви (кустарника, дерева).